# Effetto alone
L'effetto alone è un bias cognitivo per il quale la percezione di un tratto è influenzata dalla percezione di uno o più altri tratti dell'individuo o dell'oggetto. Un esempio è giudicare intelligente, a prima vista, un individuo di bell'aspetto.

## Storia
Edward Lee Thorndike, noto per i suoi contributi alla psicologia dell'educazione, coniò il termine "effetto alone" (Halo effect) e fu il primo a sostenerlo con una ricerca empirica. Egli attribuì questo nome al fenomeno nel suo articolo del 1920 The Constant Error in Psychological Ratings (L'errore costante in valutazioni psicologiche). In un precedente studio realizzato nel 1915, scoprì un'alta correlazione tra tutti i tratti positivi e tutti i tratti negativi dei soldati. Nello studio del 1920 Thorndike fu deciso a replicare il precedente nella speranza di stabilire la tendenza che credette di aver trovato in queste valutazioni.

### Elementi di prova
Il primo studio di Thorndike sull'effetto alone fu pubblicato nel 1920. Lo studio coinvolse due ufficiali comandanti a cui fu chiesto di valutare i loro soldati in termini di qualità fisiche (pulizia, voce, fisico, condotta e energia), intelletto, capacità di leadership e qualità personali (tra cui affidabilità, lealtà, responsabilità, altruismo, e cooperazione). L'obiettivo di Thorndike era di vedere come le valutazioni di una caratteristica influenzasse le altre.
L'esperimento di Thorndike rivelò come fosse evidente un'eccessiva similitudine nelle risposte dei comandanti. Nella revisione di Thorndike egli dichiarò: "Le correlazioni erano troppo alte e troppo uguali. Ad esempio, per i tre valutatori in seguito hanno studiato che la correlazione media tra fisico e intelligenza è 0,31; tra fisico e leadership, 0,39; e tra carattere e fisico è 0,28". I valori di una delle qualità speciali di un ufficiale tendono a influenzare i risultati. Se un ufficiale ha avuto un particolare attributo "negativo" dato al comandante, sarebbe da correlare al resto dei risultati dati dagli altri soldati. La correlazione dell'effetto alone nell'esperimento è stato definito come un errore alone. L'errore alone ha dimostrato che la valutazione degli ufficiali è basata principalmente sulla percezione generale di alcune caratteristiche che hanno determinato i risultati delle loro risposte.

## Il ruolo dell'attrattività
L'effetto alone non è limitato esclusivamente ai tratti individuali o all'aspetto generale di un individuo. Anche l'attrattività di una persona è stata giudicata come molto influente nell'effetto alone. L'effetto alone è compreso nella teoria implicita della personalità di Harold Kelley, per la quale i primi tratti percepiti in altri individui influenzano la nostra percezione ed interpretazione degli altri tratti a causa delle nostre aspettative. Spesso si ritiene che individui di bell'aspetto siano dotati di più competenze e di una personalità migliore di individui non dotati di un aspetto ugualmente attraente.
Uno studio di Solomon Asch suggerisce che la bellezza è un tratto centrale, dal quale deduciamo tutti gli altri tratti di una persona. Di conseguenza inconsciamente reputiamo positivi tutti i tratti di una persona in possesso di un tratto centrale positivo (e viceversa). Negli anni settanta lo psicologo sociale Richard Nisbett dimostrò che, anche se ci fosse detto che i nostri giudizi sono stati influenzati dall'effetto alone, potremmo non avere alcuna coscienza del momento in cui l'effetto alone ci abbia influenzati.

### Personalità
Dion e Berscheid (1972) condussero uno studio sul rapporto tra attrazione e effetto alone dal nome di What is beautiful is good (Ciò che è bello è buono). Presero parte all'esperimento sessanta studenti della University of Minnesota, metà maschi e metà femmine. A ciascun soggetto furono date tre foto diverse da esaminare: uno di un individuo attraente, uno di un individuo di attrattività media, e uno di un individuo poco attraente. Ai partecipanti fu chiesto di giudicare i soggetti di ogni foto, scegliendo tra 27 tratti di personalità diverse (tra cui l'altruismo, la convenzionalità, l'affermazione di sé, la stabilità, l'emotività, l'affidabilità, l'estroversione, la gentilezza, e la promiscuità sessuale). Ai partecipanti fu poi chiesto di prevedere la felicità generale dei soggetti di ogni foto e come si sentirebbero per il resto della loro vita, compresa la felicità coniugale (meno probabilità di divorziare), la felicità dei genitori (più probabilità di essere un buon genitore), la felicità sociale e professionale (auto-realizzazione nella vita), e la felicità generale. Infine, ai partecipanti fu chiesto se i soggetti sarebbero in possesso di uno status di lavoro elevato, o uno status medio o basso.
I risultati mostrarono che la stragrande maggioranza dei partecipanti credeva che i soggetti più attraenti avessero caratteristiche di personalità socialmente più desiderabili rispetto ai soggetti mediamente attraenti o poco attraenti. I partecipanti inoltre credevano che le persone attraenti conducessero una vita generalmente più felice, con matrimoni più felici, che fossero migliori genitori, e che avessero una carriera di successo più brillante rispetto agli individui poco o meno attraenti. Inoltre i risultati mostrarono che le persone attraenti si credeva fossero più propense a mantenere posti di lavoro sicuri e prestigiosi rispetto ai soggetti poco attraenti.

### Intelligenza e competenza
Uno studio di Landy e Sigall (1974) dimostrò che l'effetto alone influiva sui giudizi sull'intelligenza e competenza nelle attività accademiche. Sessanta studenti universitari di sesso maschile valutarono la qualità di alcuni saggi scritti, che comprendevano sia testi ben scritti che mal scritti. Ad un terzo dei partecipanti fu presentata come autrice la foto di una donna attraente, ad un altro terzo fu presentata con una foto di una donna poco attraente, e all'ultimo terzo non fu mostrata alcuna foto. I partecipanti espressero delle valutazioni significativamente più positive per l'autrice più attraente. Su una scala di 1-9 dove 1 è il punteggio più basso, il saggio ben scritto dall'autrice attraente ricevette una media di 6,7, mentre l'autrice poco attraente ricevette un 5.9 (con un 6,6 come controllo). Il divario era più grande per il saggio mal scritto: l'autrice attraente ricevette una media di 5,2, il controllo di un 4.7, e la poco attraente da 2,7. Questi risultati suggeriscono che le persone sono generalmente più disposte a dare alle persone fisicamente attraenti il beneficio del dubbio quando le prestazioni sono al di sotto di standard, considerando che le persone attraenti hanno meno probabilità di ricevere questo trattamento di favore.
Mack e Rainey (1990) effettuarono una ricerca in cui venivano simulati dei corsi di assunzione di nuovo personale. Essi dimostrarono che per ottenere un esito favorevole il bell'aspetto dei candidati contava più dei titoli di studio o dell'esperienza lavorativa, sebbene i responsabili della selezione avessero dichiarato di non lasciarsi molto influenzare da quel fattore.

### Giustizia
La bellezza assume un forte peso anche nell'ambito dei processi giudiziari. A parte i casi in cui la bellezza fosse stata sfruttata per fini criminosi, le persone belle tendono ad essere trattate più favorevolmente dal sistema giudiziario. Stewart (1980) analizzò le caratteristiche fisiche di 74 imputati maschi all'inizio dei processi. Quando, tempo dopo, fu controllato l'esito dei processi sugli atti giudiziari, fu accertato che i più belli avevano ottenuto sentenze più favorevoli. In pratica avevano il doppio delle possibilità di evitare la detenzione.
Monahan (1941) condusse uno studio sugli assistenti sociali, abituati a interagire con persone molto diverse. Lo studio riscontrò che la maggior parte di questi assistenti sociali trovava molto difficile credere che le persone di bell'aspetto possono essere colpevoli di un reato.
La relazione tra il crimine stesso e l'attrattività è soggetta all'effetto alone. Uno studio (Sigall e Ostrove, 1975) presentò due ipotetici reati: un furto e una truffa. Il furto con scasso coinvolse una donna che aveva ottenuto illegalmente una chiave e rubò 2.200 dollari; la truffa coinvolse una donna che riuscì a manipolare un uomo per investire 2,000 dollari in un business. I risultati mostrarono che, quando il reato non dipendeva dall'attrattività (in questo caso, il furto), l'imputata non attraente fu punita più severamente di quella attraente. Tuttavia, quando il reato è stato collegato all'attrattività (la truffa), l'imputata più attraente fu punita più severamente rispetto a quella poco attraente. I partecipanti avrebbero potuto credere che la persona attraente aveva più probabilità di manipolare le persone con lo sguardo.
In una ricerca di Kulka e Kessler (1978) in cui fu simulata una causa per finte lesioni colpose, se l'imputato era più bello della vittima era condannato in media ad un indennizzo di 5.623 dollari, mentre se la vittima era più attraente dell'imputato, l'indennizzo medio era di 10.051 dollari. Inoltre questo favoritismo coinvolgeva ugualmente i giuristi dei due sessi.
Kurtzberg et al. (1968) avviarono uno studio di criminologia interessante collegato all'effetto alone. Alcuni detenuti del carcere di New York che avevano il volto sfigurato furono sottoposti a chirurgia plastica durante la detenzione; un altro gruppo che presentava deformità o cicatrici della stessa entità non fu sottoposto all'operazione. In entrambi i gruppi, alcuni ricevettero inoltre dei trattamenti riabilitativi in vista del loro reinserimento nella società. Il controllo ad un anno di distanza dalla scarcerazione rivelò che - ad eccezione dei tossicodipendenti - fra quelli sottoposti a chirurgia plastica era molto meno frequente una nuova incarcerazione. La cosa più interessante è che questo valeva sia per chi aveva ricevuto i tradizionali interventi di recupero, sia per gli altri. In seguito alcuni criminologi sostennero che, nel caso i detenuti presentino problemi di aspetto fisico, sarebbe stato meno costoso un intervento di chirurgia plastica anziché i laboriosi trattamenti riabilitativi in uso. I risultati del più recente studio di Stewart (1980) precedentemente citato mette in luce un difetto di questa proposta, in quanto migliorare l'aspetto fisico dei delinquenti potrebbe ridurre semplicemente la probabilità che vengano reincarcerati, piuttosto che la probabilità che commettano altri delitti.

### Politica
In uno studio sulle elezioni federali canadesi del 1974 condotto da Efran e Patterson (1976), risultò che i candidati di bell'aspetto erano stati votati due volte e mezzo di più dei candidati meno attraenti. Nonostante la tendenza a favorire candidati più attraenti fosse chiara, un accertamento successivo concluse che gli elettori non si fossero resi conto di questa loro tendenza: ben il 73% degli interrogati negava nel modo più preciso che il voto fosse stato influenzato da questo fattore, e appena il 14% ammetteva una possibilità del genere.

### Disponibilità e soccorso
Uno studio di Benson et al. (1976) stabilì che individui fisicamente attraenti hanno più probabilità di ricevere aiuto in caso di bisogno, e risultano più persuasivi nel cambiare le opinioni del gruppo di ascoltatori. La reazione è la medesima da parte di entrambi i sessi: se si trattava di portare soccorso ad una persona in difficoltà, sia uomini che donne erano più disponibili ad intervenire se questa era di bell'aspetto, anche se era dello stesso sesso.

## Effetto alone inverso
Un corollario alla teoria dell'effetto alone è l'effetto alone inverso, per il quale individui, marche o oggetti per i quali viene percepito un singolo tratto negativo sono conseguentemente giudicati negativi sotto molti punti di vista, facendo sì che la percezione negativa di un singolo aspetto da parte un singolo individuo possa influenzare la percezione di tanti altri individui.

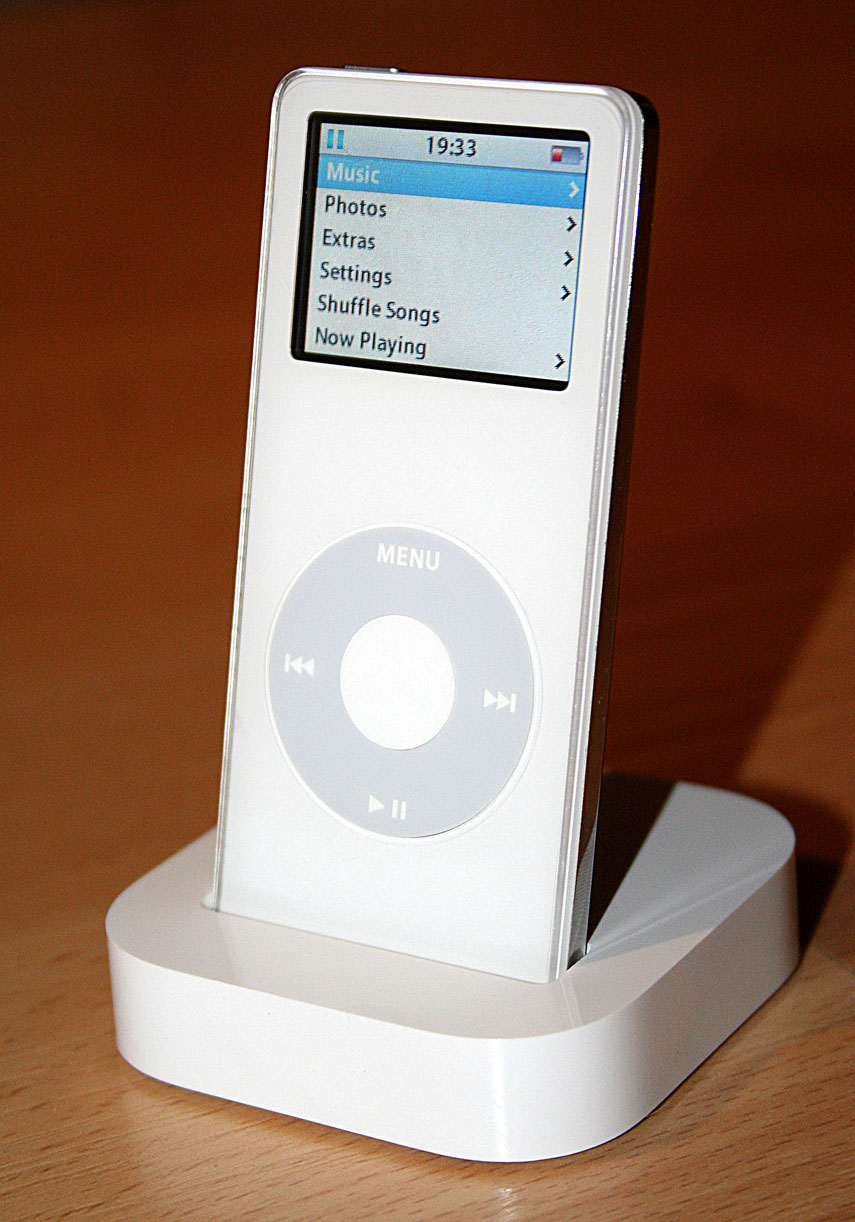
L'iPod ha avuto effetti positivi sulla percezione degli altri prodotti Apple

## L'effetto alone in economia
Nel brand marketing l'effetto alone è quell'effetto per cui le caratteristiche positive di un particolare oggetto vengono estese agli altri oggetti della stessa marca. Questa teoria è stata usata per descrivere come il successo dell'iPod abbia avuto effetti positivi sulla percezione degli altri prodotti Apple. L'effetto è sfruttato anche nell'industria automobilistica, dove una casa produttrice spesso lancia un veicolo alone per promuovere le vendite dei prodotto di un'intera marca. Esempi di questa strategia sono le auto Dodge Viper, Ford GT, ed Acura NSX.

## Altri utilizzi
Il termine è usato anche in riferimento ad organizzazioni per i diritti umani che usano il loro status per obiettivi diversi da quelli indicati nel loro statuto. Ad esempio, Gerald M. Steinberg sostiene che diverse organizzazioni non governative approfittano di un "effetto alone" e "[...] in quanto ritenuti di morale imparziale, ricevono incarichi di supervisione" dai governi e dai media.